# The Forest Ranger's Daughter
The Forest Ranger's Daughter è un cortometraggio muto del 1909 diretto da Harry Solter.

## Produzione
Il film fu prodotto dall'Independent Moving Pictures Co. of America (IMP): era il terzo cortometraggio della nuova casa di produzione, fondata quello stesso anno da Carl Laemmle.

## Distribuzione
Il film uscì nelle sale statunitensi il 15 novembre 1909, distribuito dall'Independent Moving Pictures Co. of America (IMP).